# 20th Century Studios Home Entertainment
20th Century Studios Home Entertainment è il ramo della distribuzione home video della 20th Century Studios. È nata nel 1972 con il nome Magnetic Video Corporation, per poi cambiare nome in 20th Century Fox Video nel 1981, CBS / Fox Video nel 1982, FoxVideo, Inc. nel 1988 e in 20th Century Fox Home Entertainment nel 1994. L'azienda inoltre è conosciuta soprattutto per la distribuzione di due dei film di maggior incasso di tutti i tempi, Titanic e Avatar.
La CBS / Fox ha cambiato nome in Fox Video nel 1991, in alternanza con il nome CBS / Fox fino al 1998. Successivamente ha nuovamente cambiato nome in 20th Century Fox Home Entertainment nel 1994, in alternanza con il nome Fox Video fino al 1999.
Questa società costituisce un distributore nel Regno Unito per il distributore di cinema francese Pathé e la loro biblioteca di film per VHS e DVD di pubblicazione mentre la Warner Bros. si occupa della distribuzione teatrale a partire dal 2010. La Fox ha distribuito i titoli DVD della Yari Film Group in Nord America.
Hanno anche distribuito i titoli DVD della Metro-Goldwyn-Mayer e della United Artists in tutto il mondo con il marchio MGM Home Entertainment da MGM concluso il loro accordo di home video con Sony Pictures Home Entertainment. Accordo di distribuzione a livello mondiale di Fox con la MGM sarebbe scaduto nel settembre 2011, ma è stato rinnovato e ampliato il 13 aprile 2011 fino a fissare una scadenza nel 2016) così come Largo Entertainment, tra gli altri. I migliori titoli DVD venduti dalla Fox sono attualmente le stagioni raccolte in DVD dei The Simpsons. Inoltre, una volta l'azienda è servita da distributore americano per la televisione e / o prodotti di film pubblicati dalla BBC dal 1980 al 1990, ma i diritti di distribuzione negli Stati Uniti sono scaduti alla fine del 1999, e la Fox li ha poi dati alla Warner Home Video.
Hanno anche distribuito il video The Magic School Bus 1999-2002, mentre la serie è andata in onda su Fox. La Roadshow Home Video ha distribuito i titoli in Nuova Zelanda.
Di tutti i programmi per bambini Fox negli Stati Uniti ceduti alla Walt Disney Company, Goosebumps è uno dei pochissimi prodotti di cui Fox dimostra di non aver ceduto alla Disney e 20th Century Fox Home Entertainment ha detenuto i diritti di distribuzione di intrattenimento domestici su DVD per poi cederli nel 1996.
Nel 2006, l'azienda ha cominciato a liberare i suoi titoli in formato Blu-ray, con gli Universal Studios hanno deciso di farlo nel 2008, che ciascuno di essi sarà l'ultimo residuo principali studios di Hollywood per entrare ad alta definizione del mercato home video.

## Lista di film usciti in direct-to-video
| Titolo                               | Data di pubblicazione |
| ------------------------------------ | --------------------- |
| Casper - Un fantasmagorico inizio    | 9 settembre 1997      |
| FernGully 2: The Magical Rescue      | 17 marzo 1998         |
| Casper e Wendy - Una magica amicizia | 22 settembre 1998     |
| Bartok il magnifico                  | 16 novembre 1999      |
| Il ritorno dei ragazzi vincenti      | 3 maggio 2005         |
| La storia segreta di Stewie Griffin  | 27 settembre 2005     |
| Il dottor Dolittle 3                 | 25 aprile 2006        |
| Il sogno di Jerome                   | 6 giugno 2006         |
| The Sandlot: Heading Home            | 1º maggio 2007        |
| Wrong Turn 2 - Senza via d'uscita    | 9 ottobre 2007        |
| Il dottor Dolittle 4                 | 4 marzo 2008          |
| Radio Killer 2 - Fine della corsa    | 7 ottobre 2008        |
| Il dottor Dolittle 5                 | 19 maggio 2009        |
| Wrong Turn 3 - Svolta mortale        | 20 ottobre 2009       |
| Flicka 2                             | 4 maggio 2010         |
| Space Chimps 2: Zartog Strikes Back  | 5 ottobre 2010        |
| Riflessi di paura 2                  | 19 ottobre 2010       |
| Io & Marley 2 - Il terribile         | 1º giugno 2011        |
| Wrong Turn 4 - La montagna dei folli | 25 ottobre 2011       |
| L'acchiappadenti 2                   | 6 marzo 2012          |
| Flicka: Country Pride                | 1º maggio 2012        |
| Wrong Turn 5: Bloodlines             | 23 ottobre 2012       |

## Marchi
- 20th Century Fox Studio Classics
- 20th Century Fox Cinema Classics Collection
- 20th Century Fox Film Noir
- 20th Century Fox Marquee Musicals
- Fox War Classics